# 아샤 (몰타)

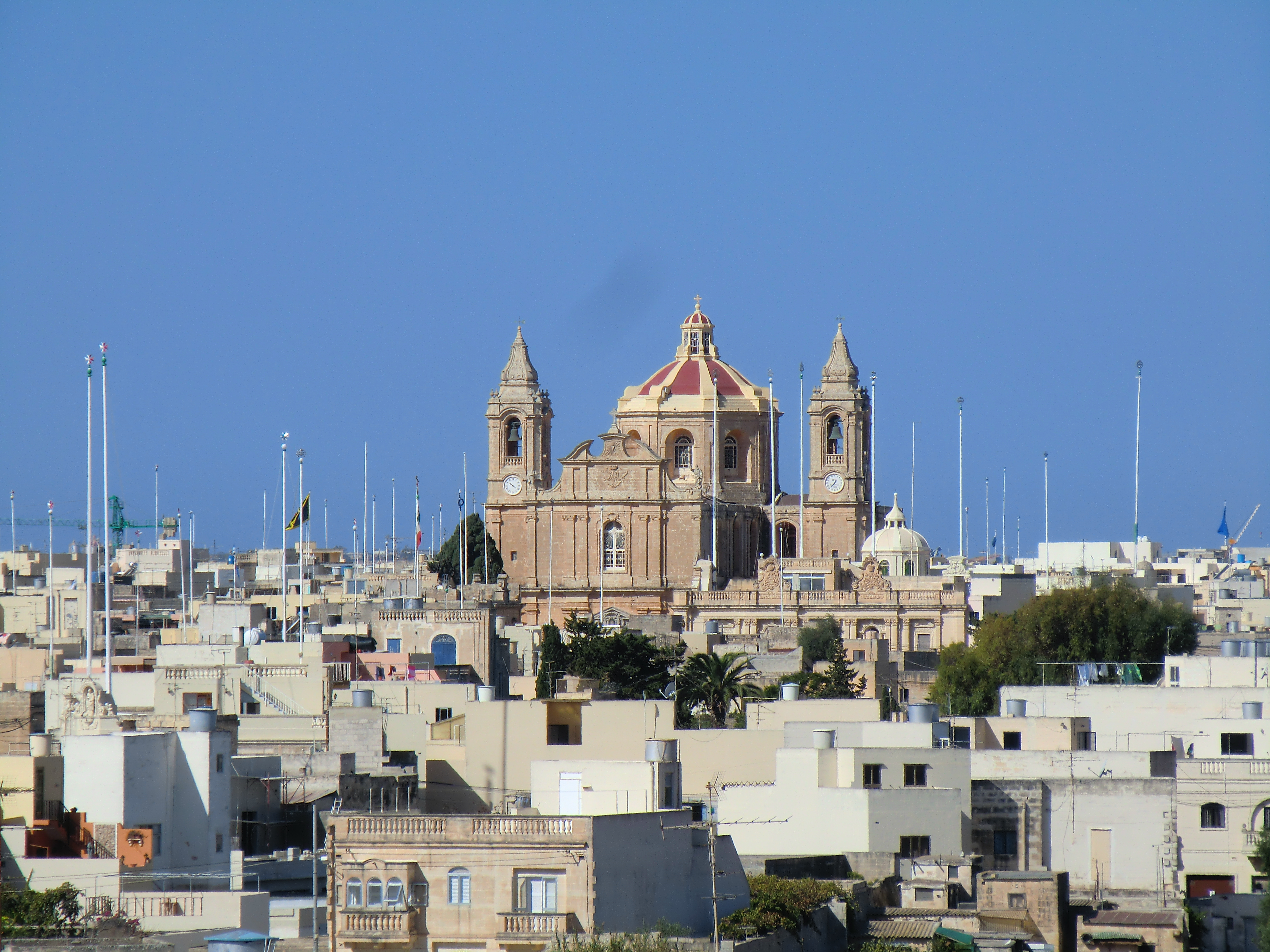
아샤

아샤의 위치

아샤(몰타어: Għaxaq)는 몰타 남부에 위치한 도시로 면적은 3.9km2, 인구는 4,509명(2011년 3월 기준), 인구 밀도는 1,200명/km2이다. 도시 이름은 몰타어로 "기쁨"을 뜻한다.
이 곳에 위치한 주거 지역은 대부분 농지에 둘러싸여 있다. 14세기에는 귀족들이 소유한 영지로 널리 알려졌다.

시기
시 문장